# SOHO (бізнес)
SOHO (англ. Small office / home office — «малий офіс / домашній офіс») — назва сегменту ринку. SOHO належить до категорії бізнесу, який включає в себе від 1 до 10 працівників. Концепція віддаленої роботи з'явилася на початку 70-х років XX століття.
Починаючи з середини 1990-х років, сукупність таких чинників, як персональні комп'ютери, технології передачі даних, прихід провайдерів з обладнанням останньої милі, а також цифровий голосовий зв'язок, створили можливість для ефективної колективної роботи без обов'язкової присутності всіх працівників в одній будівлі офісу. Децентралізація зменшує накладні витрати і потенційно забезпечує більш високу продуктивність, особливо у великих містах, де непродуктивний час на переміщення від будинку до робочого місця і назад досягає часом 2-3 годин на день. Безліч консультантів, юристів, рієлторів, перукарів і фотографів працюють удома, тобто використовують SOHO, але найбільш часто останнім часом технологія SOHO використовується в розробці програмного забезпечення.
Домашній офіс невеликого офісу зазнав трансформації з моменту його появи, оскільки Інтернет дав змогу кожному, хто працює з домашнього офісу, конкурувати у всьому світі. Технології зробили це можливим завдяки електронній пошті, Всесвітній павутині, електронній комерції, відеоконференціям, програмному забезпеченню віддаленого робочого столу, VPN, VLAN, системам вебінарів і телефонним з'єднанням через VOIP. У зв'язку зі збільшенням кількості малих і домашніх офісів, вебсервіси та стандартне бізнес-програмне забезпечення були створені для безпосередньої допомоги невеликим підприємствам у стандартній бізнес-практиці.
Програмісти можуть працювати фрілансерами, а можуть мати довгостроковий контракт. З появою технологій, що оптимізують і полегшують спільну роботу над проєктами, з'явилися фірми, які укладають контракти на розробку і віддають їх виконання на аутсорсинг компаніям або фрилансерам.